# Laurence Sterne
Laurence Sterne [stɜːɹn] (n. 24 noiembrie 1713, Clonmel, Munster⁠(d), Irlanda – d. 18 martie 1768, Londra, Regatul Marii Britanii) a fost un scriitor englez/irlandez, aparținând perioadei Iluminismului și vicar anglican. Este cunoscut mai ales pentru romanul Tristram Shandy. 
Este considerat unul dintre cei mai importanți precursori ai romanului psihologic,  care face apel la fluxul de conștiință.